# Platz (Remscheid)
Platz ist ein Weiler im Nordwesten der bergischen Großstadt Remscheid.

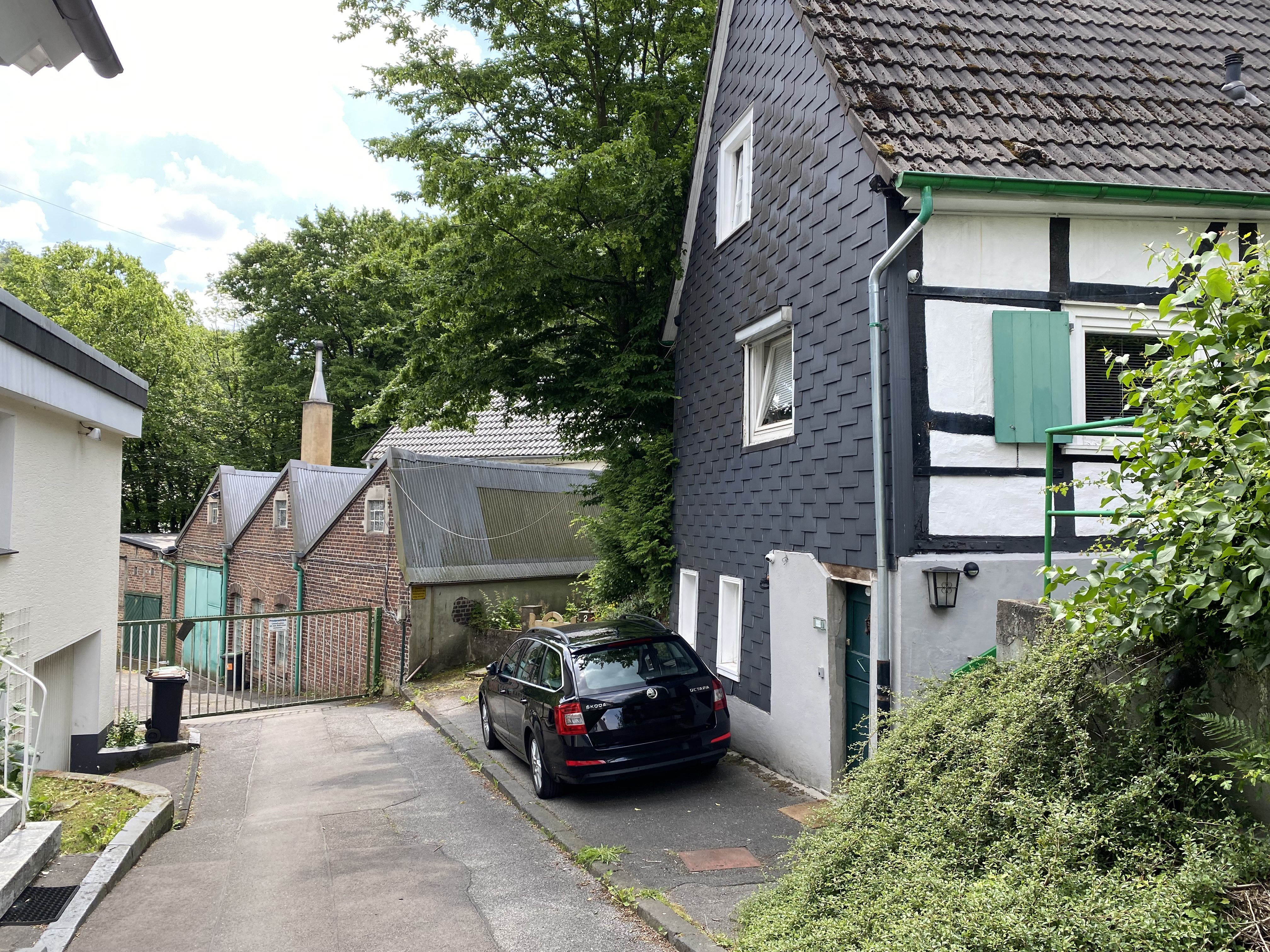
Alter Industriestandort Platz

## Geschichte
In der Hofschaft gab es urkundlich bestätigt mehrmals Erzhütten.
1554 stand hier ein Floßofen und 1642 ist eine "Eisenhütte" nachgewiesen.
In Platz stehen 11 Wohnhäuser unter Denkmalschutz:  Nr. 8, 17, 26, 33, 34, 37, 39, 41, 46, 60 und 92.

## Lage und Geografie
Die Ortschaft gehört zum Stadtbezirk Alt-Remscheid und liegt im Tal des Morsbachs zwischen Gründerhammer und Clemenshammer in einem Bachbogen auf einer Höhe von 170 bis etwa 200 Metern über Normalnull. Wie im gesamten Morsbachtal befinden sich hier bereits seit vorindustrieller Zeit Betriebe der Metallerzeugung und -verarbeitung. Noch heute sind mehrere metallverarbeitende Betriebe vor Ort ansässig.
Am 16. November 1891 erfolgte mit der Eröffnung des Abschnitts Clarenbach-Gerstau-Müngsten der meterspurigen Ronsdorf-Müngstener Eisenbahn der Anschluss an das Eisenbahnnetz. Platz besaß eine eigene Station. Die Bahn diente in erster Linie dem Transport der Güter zu bzw. von den Betrieben. Der Schienenverkehr wurde im Abschnitt bis Gründerhammer zum 26. November 1954 wieder eingestellt. Heute verkehrt im ÖPNV lediglich einmal werktäglich (Mo. – Fr.) ein Linienbus sowie viermal ein Bürgerbus.

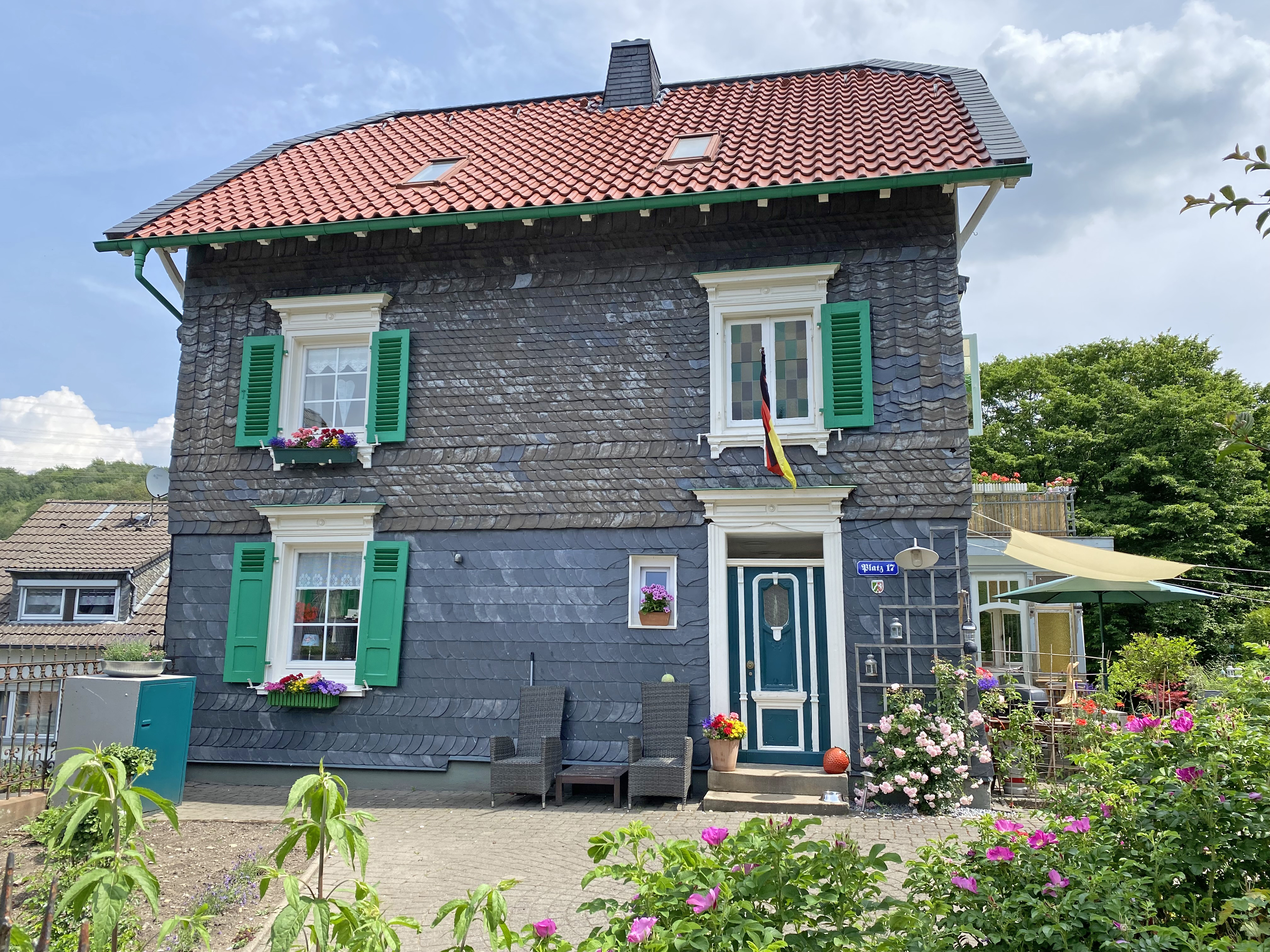
Baudenkmal Platz 17
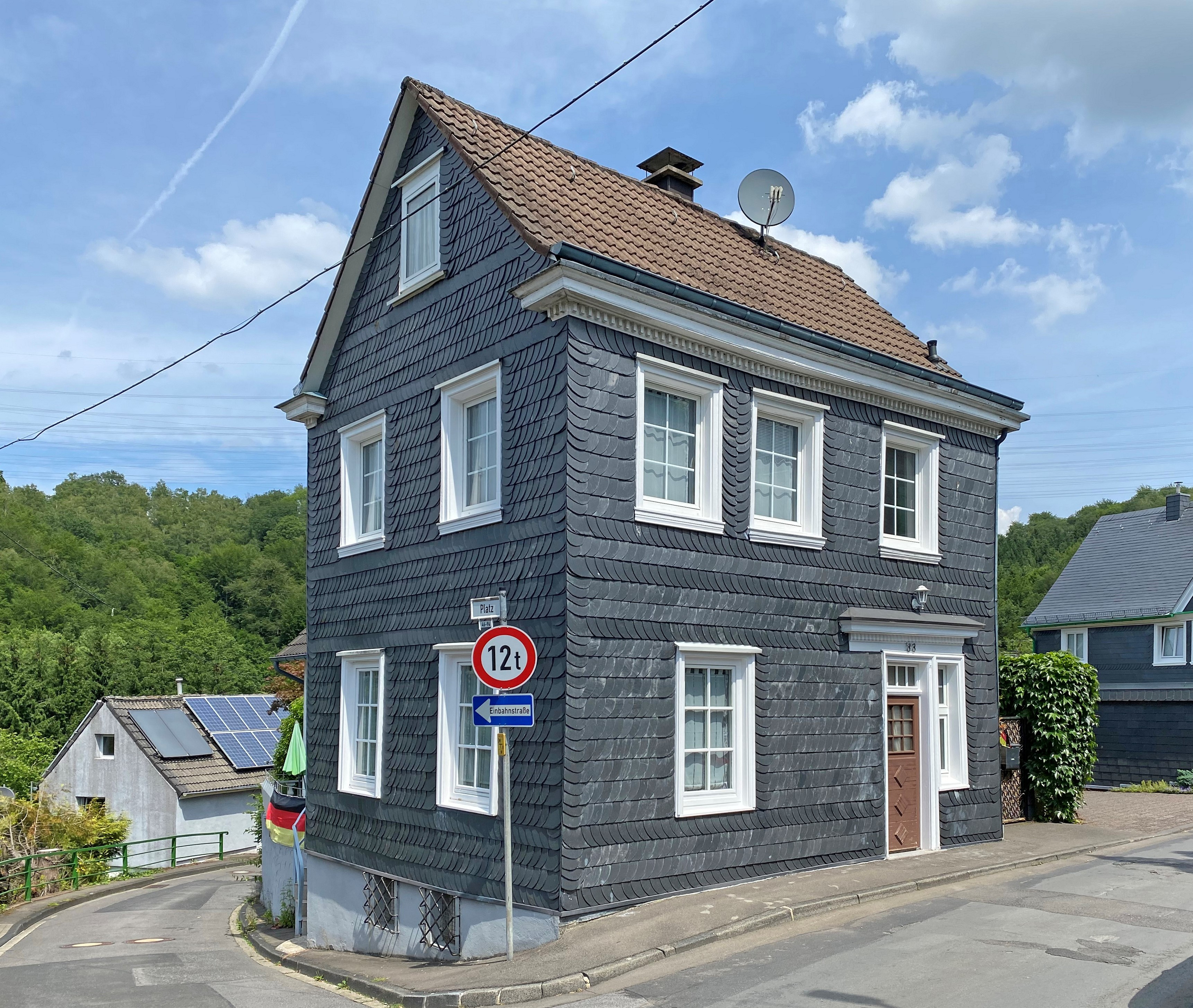
Baudenkmal Platz 33
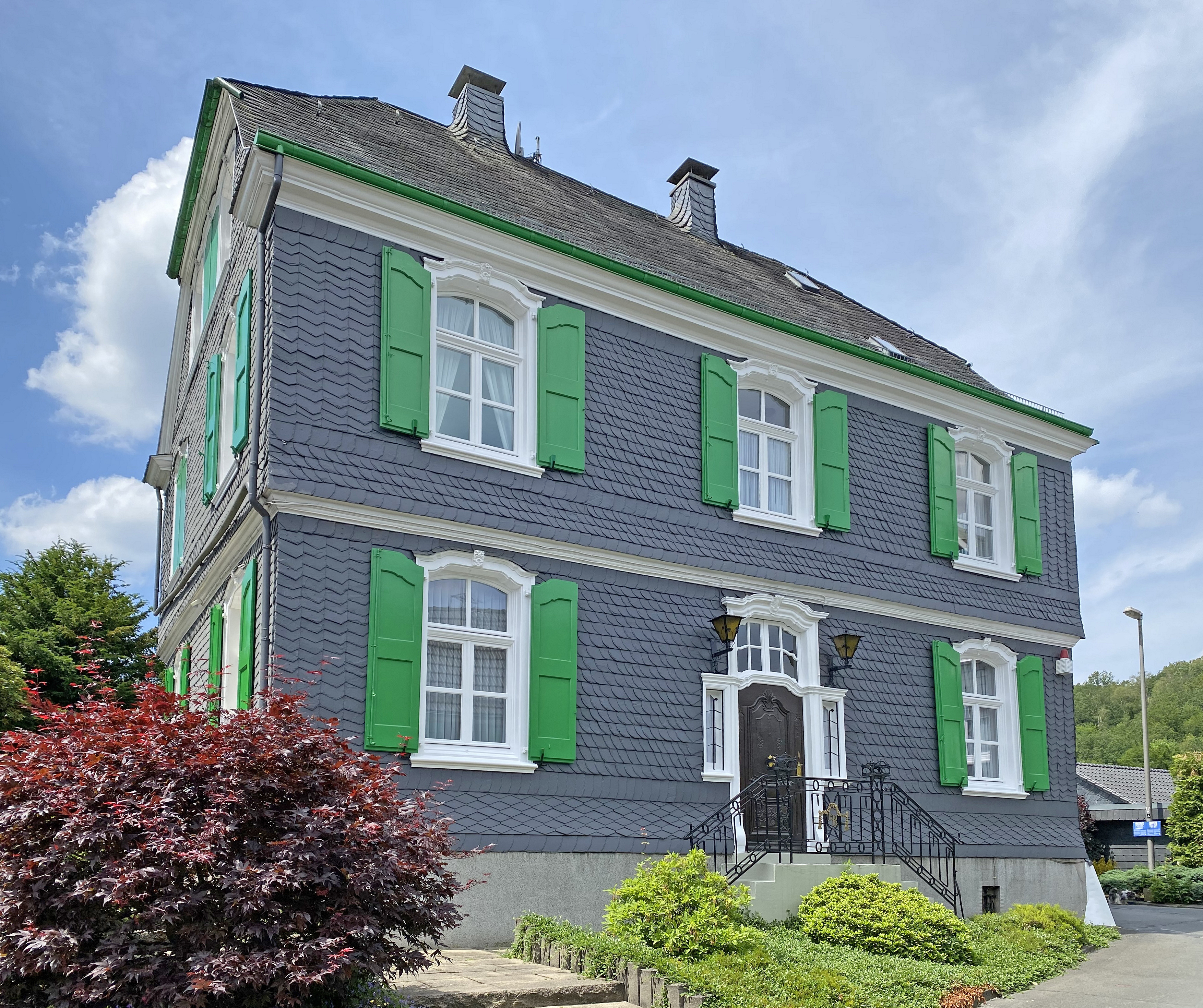
Baudenkmal Platz 34
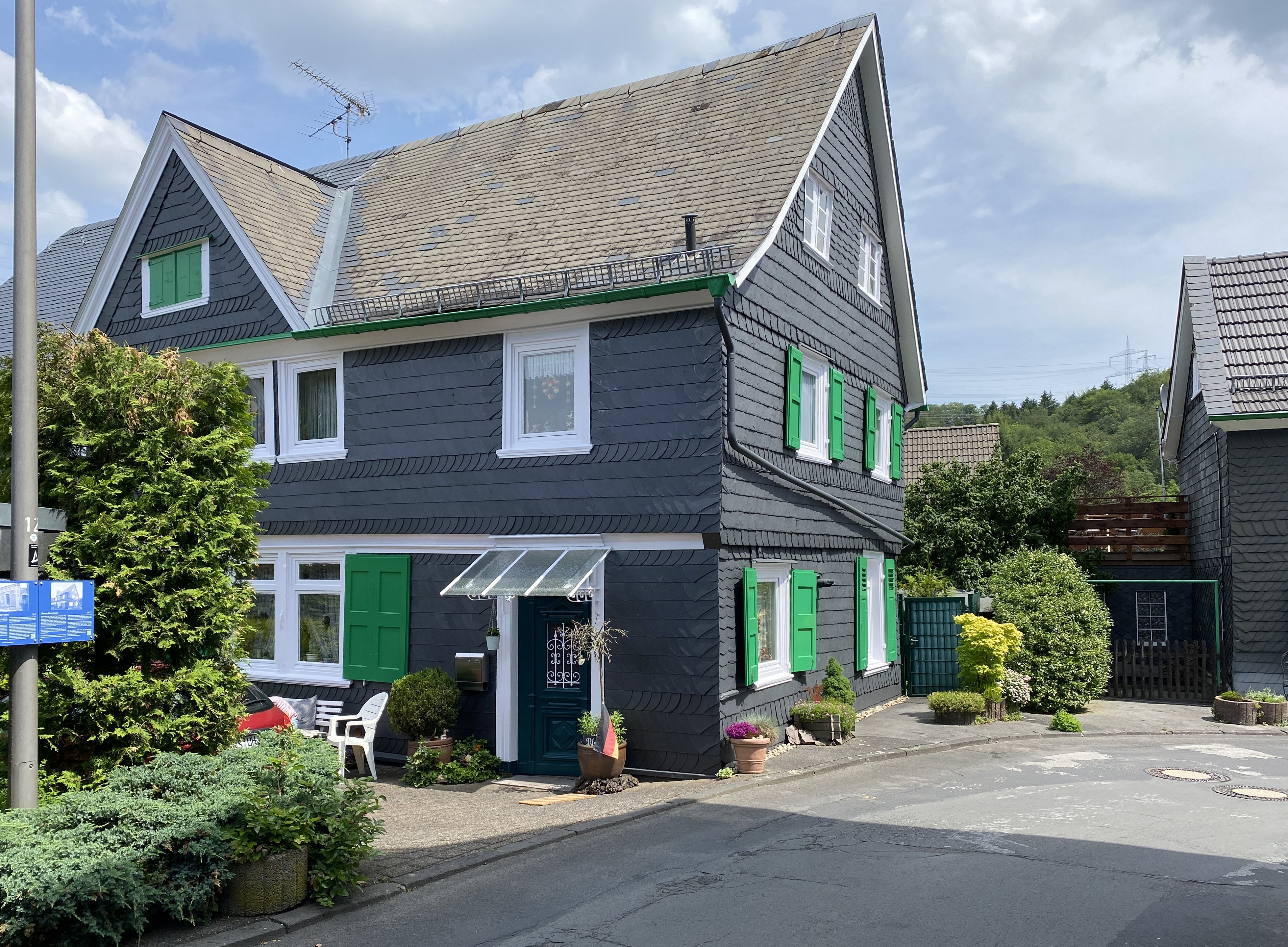
Baudenkmal Platz 39
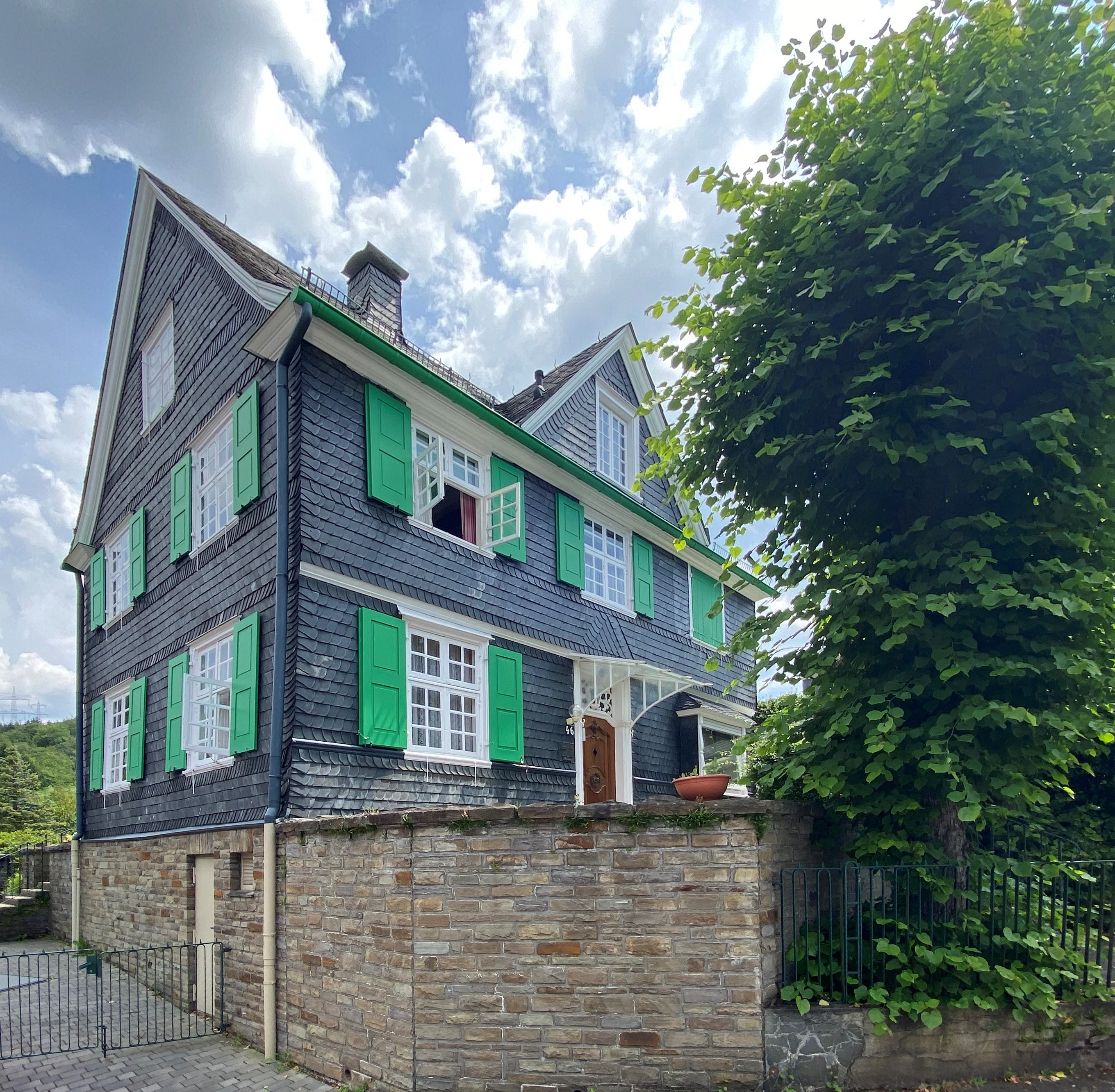
Baudenkmal Platz 46